# Daniel McKee
Daniel "Dan" McKee , född den 16 juni 1951, är en amerikansk företagsledare och politiker och Rhode Islands guvernör sedan mars 2021. Han representerar Demokratiska partiet.

## Bakgrund och privatliv
McKee föddes i Cumberland år 1951 och han gick i skolan där. Familjen hade ett familjeföretag som hade grundats för över 100 år sedan.
McKee började studera statsvetenskap vid Assumption University och avlade kandidatexamen år 1973. Efter en lång paus fortsatte han sina studier vid Harvard där han avlade magisterexamen i offentlig förvaltning år 2005. Han har arbetat i sitt familjeföretags ledning under tre årtionden.
Han är gift med Susan McGill och paret har två barn. Familjen bor i Cumberland tillsammans med McKees mamma. McKee är en aktiv katolik.

## Politisk karriär
Mellan år 1992-1998 satte McKee i Cumberlands kommunfullmäktige.
År 2000 valdes McKee till Cumberlands borgmästare. Efter fyra år lämnade han posten för ett par år och sen valdes igen år 2006. Som borgmästare lyckades han få stadens kreditbetyg från en bottennotering, då delstaten var nära att ta över stadens förvaltning, till AA. Ytterligare satsade han på offentliga skolor.
McKee valdes till viceguvernör år 2014. Han återvaldes fyra år senare. I februari 2021 bildade han en kommitté av 20 personer vars uppgift var att få coronapandemin i delstaten under kontroll. McKee ledde dock inte kommittén.

### Som guvernör
McKee tillträdde som guvernör den 2 mars 2021 då hans företrädare, Gina Raimondo, nominerades till USA:s handelsminister.
I juli 2022 undertecknade McKee ett lagförslag som gjorde det möjligt för folk utanför Rhode Island att få abort. Detta var ett motdrag till USA:s högsta domstolens beslut att upphäva Roe mot Wade.
I september 2022 vann McKee demokraternas premiärval och partiet nominerade honom till sin kandidat i guvernörsvalet 2022. Hans motkandidat var republikanernas Ashley Kalus.